# 라틴아메리카 통합 협회
라틴아메리카 통합 협회는 국제적이고 지역적인 범위 조직이다. 라틴아메리카 자유 무역 협회를 대체하기 위해 1980년 8월 12일에 창설되었다. 현재 13개국이 회원국으로 가입하고 있으며, 중남미 국가 중 어느 나라라도 가입 신청을 할 수 있다.

## 목표
개발 도상국의 틀 안에서 개발된 통합 과정의 개발은 그 지역의 조화롭고 균형 잡힌 사회 경제적 발전을 촉진하는 것을 목표로 하고 있고, 그것의 장기적인 목표는 점진적이고 점진적인 공동 시장의 점진적인 설립이다.

## 기본 기능
- 촉진하고 조절하는 호혜 무역
- 경제적 상보성
- 시장 확장에 기여하는 경제 협력 개발 사업의 개발

## 원칙
- 정치 및 경제 문제외 관련된 것
- 기성 시가지 공동 시장 구축을 위한 점진적인 수렴 효과
- 유연성
- 회원국의 개발 수준에 따른 차별 대우
- 다양한 형태의 무역 협정

## 통합 메커니즘
ALADI는 세가지 메커니즘을 통해 공동 시장을 형성하기 위해 역내 지역 내에서 경제적 선호도를 형성하는 지역의 경제적 선호를 촉진한다.
- 관세율은 제3국에 비해 회원국의 관세율에 따라 국가의 관세율에 적용
- 지역 범위 협정, 모든 회원국이 참여하는 지역
- 부분적인 범위 합의, 해당 지역의 두개 이상의 국가가 참여

상대적으로 적은 수의 지역(볼리비아, 에콰도르, 파라과이)은 특혜 제도로부터 비교적 적은 수의 선진국들에 의해 제공된 시장 개방에 의한 시장 개방 목록 혜택을 받고 있고, 체결에 찬성하는 국가들의 적극적인 참여 방안을 모색하고 있다. ALADI는 대륙 내에서 증가하고 있는 숫자들에 대한 가장 강력한 구역, 복수 국가, 그리고 양자 간의 상호 통합 협정을 포함한다. 결과적으로, 제도적이고 법률적인 체계적인 프레임워크 또는 지역 통합의 "우산"은 발전을 지원하기 위하여 작용하고, 이러한 노력들을 공통적인 경제 공간의 진보를 위한 노력을 장려한다.

## 회원국
| 회원국     | 가입 일자 | 인구                 | 면적                 | 배타적 경제 수역 | 플랫폼         | 수도             |
| ---------- | --------- | -------------------- | -------------------- | ---------------- | -------------- | ---------------- |
| 멕시코     | 창립 회원 | 1억 1232만 2757명    | 197만 2550 km2       | 317만 7593 km2   | 41만 9102 km2  | 멕시코시티       |
| 베네수엘라 | 창립 회원 | 3010만 2382명        | 91만 6445 km2        | 86만 km2         | 9만 8500 km2   | 카라카스         |
| 볼리비아   | 창립 회원 | 1042만 6160명        | 109만 7481777772 km2 | 내륙국           | 내륙국         | 수크레 & 라파스  |
| 브라질     | 창립 회원 | 1억 9073만 2694명    | 851만 4877 km2       | 366만 955 km2    | 77만 4563 km2  | 브라질리아       |
| 아르헨티나 | 창립 회원 | 4011만 7096명        | 278만 400 km2        | 108만 4386 km2   | 85만 6346 km2  | 부에노스아이레스 |
| 에콰도르   | 창립 회원 | 1430만 6876명        | 28만 3561 km2        | 107만 2533 km2   | 4만 1034 km2   | 키토             |
| 우루과이   | 창립 회원 | 342만 4595명         | 17만 6215 km2        | 14만 2166 km2    | 7만 5327 km2   | 몬테비데오       |
| 칠레       | 창립 회원 | 1709만 4275명        | 75만 6096.3 km2      | 368만 1989 km2   | 25만 2947 km2  | 산티아고         |
| 콜롬비아   | 창립 회원 | 4565만 6937명        | 114만 1748 km2       | 81만 7816 km2    | 5만 3691 km2   | 보고타           |
| 쿠바       | 1999년    | 1124만 2621명        | 11만 860 km2         | 35만 751 km2     | 6만 1525 km2   | 아바나           |
| 파나마     | 2011년    | 340만 748137777772명 | 78,200 km2           | 335,646 km2      | 53,404 km2     | 파나마시티       |
| 파라과이   | 창립 회원 | 703만 917명          | 40만 6752 km2        | 내륙국           | 내륙국         | 아순시온         |
| 페루       | 창립 회원 | 2988만 5340명        | 128만 5215.6 km2     | 90만 6454 km2    | 8만 2000 km2   | 리마             |
| 합계       |           | 5억 2121만 3563명    | 1965만 1873 km2      | 1621만 4170 km2  | 283만 9313 km2 |                  |

## 같이 보기
- 자유 무역
- 자유 무역 지대
- 국제 무역
- 중미 자유 무역 협정
- 미주 자유 무역 지대
- 라틴아메리카 경제
- 무역 블록
- 메르코수르
- 안데스 공동체
- 남미 국가 연합
- 중미 통합 체제
- 카리브 공동체
- 라틴아메리카 경제 체제
- 라틴아메리카 의회
- 페트로카리브